# تیاگو کوئرینو
تیاگو کوئرینو (به پرتغالی: Thiago Quirino da Silva) مهاجم اهل برزیل است که در شهر بلو هوریزونته و در تاریخ ۴ ژانویهٔ ۱۹۸۵ به دنیا آمده‌است.
تیاگو کوئرینو در تیم‌های فوتبال اتلتیکو مینیرو سابقهٔ حضور دارد.